# Orthopelma
Orthopelma ist eine Gattung von Schlupfwespen, die eine eigene Unterfamilie, die Orthopelmatinae bildet. Es sind zehn rezente Arten bekannt, die holarktisch verbreitet sind. In Europa gibt es zwei Arten, die auch in Deutschland vorkommen.

## Morphologie

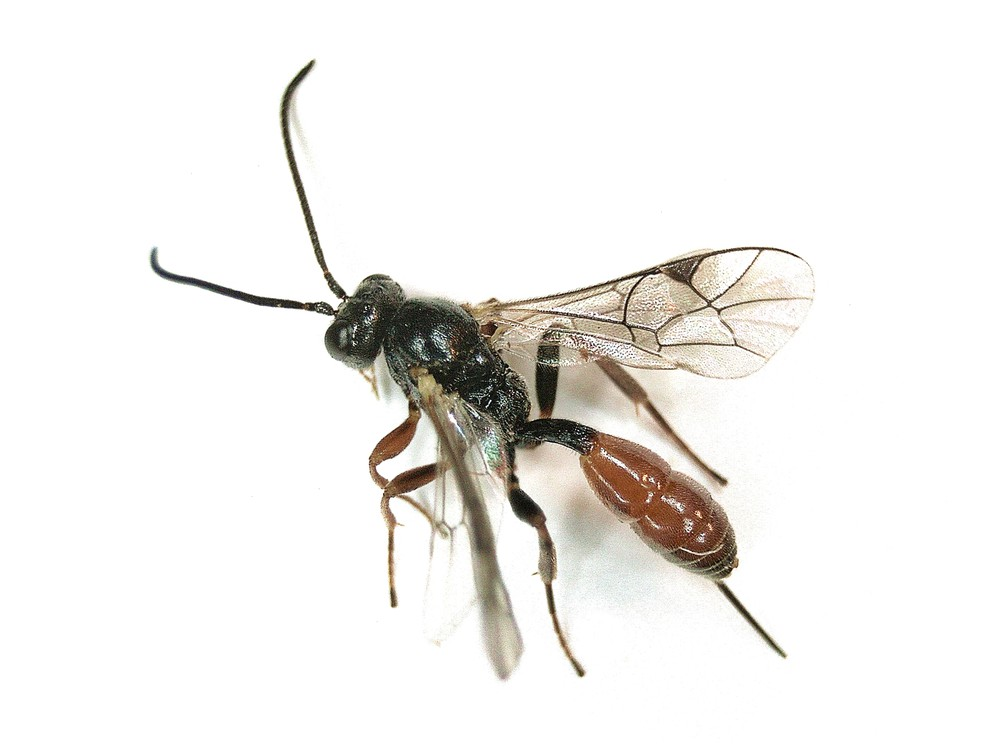
Orthopelma mediator, Weibchen

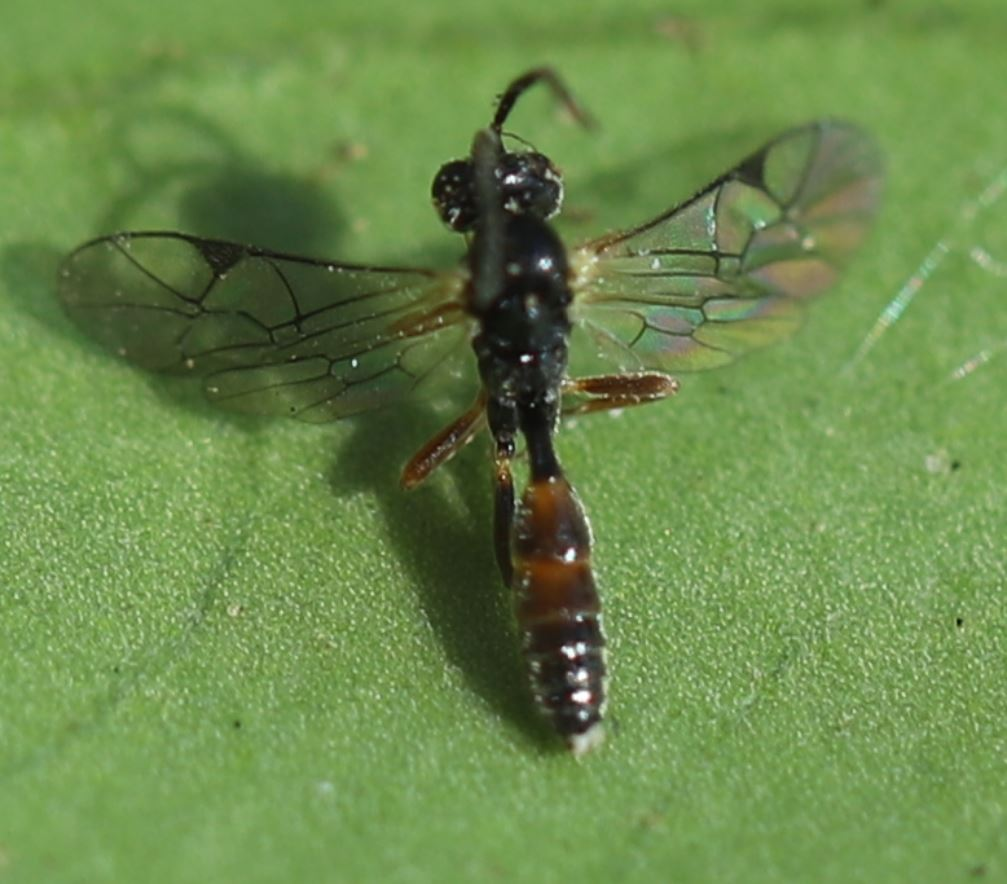
Orthopelma brevicorne

Orthopelma sind kleine Schlupfwespen mit einer Länge der Vorderflügel von 3 bis 4 mm. Ihre Antennen haben nur 16 bis 22 Glieder. Die Antennen der Männchen haben keine Drüsenfelder (Tyloide). Der Ovipositor ist schlank und hat keine Zähne oder Einkerbungen. Die Mandibelspitze ist gedreht, so dass der kleinere untere Zahn hinter dem oberen Zahn ist.

## Lebensweise
Die Orthopelma-Wespen sind wie alle Ichneumonidae Parasitoide. Sie befallen Cynipoidea, vor allem der Gattung Diplolepis und Diastrophus, in denen sie sich endoparasitisch entwickeln. Die Wirte verursachen Gallen auf Rosengewächsen (Rubus und Rosa). Die Schlupfwespen befallen die Larven ihrer Wirte innerhalb der Gallen, parasitieren die Wirtslarve, überwintern in der Galle und verpuppen sich dort. Im Frühjahr frisst die geschlüpfte Imago ein Loch durch die Gallenwand und verlässt die Galle.
Orthopelma kann ihrerseits auch von der Erzwespe Pteromalus bedeguaris (Pteromalidae) in der Galle parasitiert werden.

## Systematik
Die systematische Stellung von Orthopelma (und damit von den Orthoplmatinae) ist noch unklar. Sie könnten die Schwestergruppe einer ganzen Reihe von anderen Unterfamilien sein. Sie könnten die Schwestergruppe aller übrigen Ichneumonidae außer den Xoridinae sein, oder von den Ichneumoniformes s. l. + Pimpliformes. Nach einer neueren Untersuchung sind sie die Schwestergruppe der Ichneumoniformes s.l. Es wurde wegen der isolierten Stellung der Gruppe sogar vorgeschlagen, die Orthopelmatinae in eine eigene (informelle) Gruppe, die "Orthopelmatiformes" zu stellen.
Arten
(nach  und nach )
- O. brevicorne (= O. brevicornis), D[3], Europa, Holarktis
- O. californicum, USA, Kanada
- O. caucasicum, Aserbaidschan, Armenien, Russland[2]
- O. curvitibialis, (fossil, D)[9]
- O. dodecameron, Kirgisistan[2]
- O. japonicum, Japan
- O. mediator D, Europa, Holarktis, Nearktis, "Gelbe Rosenschlupfwespe"[10]
- O. occidentale, Nearktis
- O. ovale, Nearktis
- O. simile, Japan
- O. superbum, Usbekistan